# Moon Rockets
Moon Rockets ist ein US-amerikanischer Kurzfilm aus dem Jahr 1947 von Robert Carlisle, produziert von Jerry Fairbanks, der mit dem Film für einen Oscar nominiert war. 

## Inhalt
Der Film demonstriert, wie Raketen mit einem Gewicht von 30 Tonnen abheben in die Ionosphäre Richtung Mond. In und an den Raketen sind Farbkameras montiert, die Bilder über hunderte von Meilen zur Erde schicken. Bei ihrer Rückkehr zur Erde werden die Instrumente an Bord genauestens untersucht, um Rückschlüsse ziehen zu können, die zu eventuell neuen Erkenntnissen führen. 

## Produktionsnotizen
Es handelt sich um eine Produktion von Paramount Pictures. Der Film gehört zu Paramount’s Popular Science-Serie und ist die fünfte oder sechste Produktion im Zeitraum 1946/1947. Jerry Fairbanks startete die Serie 1935, die 51 Kurzfilme enthält, und deren letzter Film im Jahr 1949 entstand. Die Herausgeber des Wissenschaftsmagazins Popular Science unterstützten das Filmprojekt.
Drehorte waren White Sands Missile Range und Alamogordo in New Mexico in den USA. 

## Auszeichnung
Der Produzent Jerry Fairbanks war mit dem Film auf der Oscarverleihung 1948 in der Kategorie „Bester Kurzfilm“ (1 Filmrolle) für einen Oscar nominiert, der jedoch an Herbert Moulton und seinen Film Goodbye, Miss Turlock ging, der einen nostalgischen Blick auf die nach und nach verschwindenden Landschulen wirft.  